# トーテンコップ
トーテンコップ（ドイツ語: Totenkopf、[toːtənkɔp͡f] ( 音声ファイル)）は、ドイツで伝統的に用いられている髑髏を模った紋章である。現代では、特にナチス・ドイツ時代の親衛隊の帽章として知られている。
この言葉自体はドイツ語で髑髏を意味し、カナ転写するとトーテンコプフとなる。

## デザイン
一般に、交差した骨の上に頭蓋骨を置いた海賊旗に似たデザインで知られている。 プロイセン王国で使用されたトーテンコップは、骨が頭蓋骨の後ろに置かれて下顎骨がなかった。ブラウンシュヴァイク公国で使用されていたトーテンコップは正面を向いており、骨が頭蓋骨の下で交差していた。ナチス親衛隊が1934年以降に使用した独自の形のトーテンコップには下顎骨があった。
トーテンコップの種類
- ドイツ国防軍陸軍戦車兵の襟章用トーテンコップ。プロイセン時代からの伝統的な形の下顎がないトーテンコップ
- ナチス親衛隊型トーテンコップ。伝統的なトーテンコップと異なり下顎骨がある。
1934年にドイツ国防軍陸軍戦車兵が襟章用に伝統的なトーテンコップを使い始めてから新たに導入された。
- ブラウンシュヴァイク型のトーテンコップフ

## 歴史

### ドイツにおける使用
ドイツにおいて最初にトーテンコップの徽章が使用されたのは、1740年にプロイセン王フリードリヒ・ヴィルヘルム1世の葬儀においてだった。棺を運ぶ黒い馬車の装飾に右向きで下顎がなく、後ろに骨が交差した髑髏が銀モールで刺繍されていた。
フリードリヒ2世即位後の翌年、第1近衛軽騎兵連隊と第2近衛軽騎兵連隊はフリードリヒ・ヴィルヘルム1世をしのんで軍服の色をグレーから黒に変えるとともに死を恐れぬ軍人という意味を込めてバズビー帽（トルコ帽に似た背の高い帽子）に髑髏の徽章を付けるようになった。
ブラウンシュヴァイク＝リューネブルク公及びエールス公フリードリヒ・ヴィルヘルムがナポレオン・ボナパルトのドイツ占領軍と戦うべく創設した義勇軍である黒い軍勢はシャコー帽にこの徽章を付けた。ブラウンシュヴァイクのトーテンコップはプロイセンの物を倣ったものだが、形状が異なり、髑髏は正面を向いており、交差した骨はその下にある。
第一次世界大戦中にも強襲攻撃部隊、火炎放射分遣隊、戦車大隊など精鋭部隊が編隊の象徴としてトーテンコップを徽章に使用していた。戦後も義勇軍（フライコーア）がヘルメットや車両に描いたのでドイツの街角でよく目にされた。
こうした経緯からトーテンコップは戦争での勇敢な行為や自己犠牲の奨励を意味するだけでなく、伝統主義と反リベラリズム、反ボルシェヴィズムの象徴という右翼的な意味も持つようになった。
国民社会主義ドイツ労働者党（ナチ党）の親衛隊も1925年の結成時からトーテンコップの徽章を帽章として使用していた。親衛隊はミュンヘンのデシュラー社と契約して下顎がない伝統的なプロイセン型トーテンコップの帽章を製造していた。しかしナチ党政権誕生後の1934年にはドイツ国防軍陸軍でも戦車・装甲車搭乗員の軍服の襟章として、下顎がない伝統的な形のトーテンコップを使用するようになった。この際に区別のため、親衛隊の帽章のトーテンコップには下顎が追加されるという変更が加えられた。以降1945年の親衛隊の崩壊までこの形のトーテンコップが帽章として使用されている。親衛隊では帽章以外にも親衛隊髑髏リングの中央部、短剣、旗手用ゴルゲットのチェーン、メスジャケット、軍旗、連隊旗、軍楽隊のドラムカバー、トランペットから下げるバナー、親衛隊名誉リング、親衛隊髑髏部隊や第3親衛隊装甲師団「トーテンコップ」の襟章、親衛隊初期の略帽のボタンなどにトーテンコップの使用が見られる。
ドイツ国防軍陸軍では1934年以降戦車・装甲車搭乗員が襟章として伝統的なプロイセン型トーテンコップを使用されていた。そのほか、第17歩兵連隊と第13、第41騎兵連隊ではブラウンシュヴァイク型のトーテンコップが使用されていた。
1944年2月1日に制定されたパルチザン掃討章にはハーケンクロイツの剣が突き刺さったヒュドラー（パルチザンを示す）の下にトーテンコップのデザインが描かれている。下顎がついており、正面を向いているトーテンコップである。戦後版のパルチザン掃討章からはハーケンクロイツと共にトーテンコップのデザインが取り除かれている。
使用例
- プロイセン型トーテンコップがあしらわれたプロイセン軍軽騎兵連隊のバズビー帽を被るアウグスト・フォン・マッケンゼン元帥（1915年）
- ブラウンシュヴァイク型トーテンコップがあしらわれたブラウンシュヴァイク軍軽騎兵連隊のバズビー帽。
- 下顎が付いたトーテンコップがあしらわれたナチス親衛隊の制帽
- 親衛隊髑髏部隊や第3SS装甲師団の所属を示すトーテンコップの右襟章。帽章のトーテンコップは全親衛隊共通の徽章である。
- ドイツ国防軍陸軍の戦車兵の軍服。襟章が伝統的なトーテンコップ。
- トーテンコップをあしらった親衛隊員の親衛隊名誉リング
- パルチザン掃討章。ハーケンクロイツの剣が突き刺さったヒュドラーの下にトーテンコップがデザインされている。

### ドイツ以外における使用
またドイツ以外でも Totenkopf は騎兵の徽章として諸国の軍隊で採用されている。スウェーデン王国では騎兵連隊において採用されており、ロシア帝国のコルニーロフ連隊では1917年まで採用されていた。ロシアでは同じデザインの記章はもっと以前から存在し、タタール人制圧のための正教会武装キリスト教徒集団が使用していた（「アダムの頭蓋骨」と呼ばれている）と言われている。
使用例
- 1761年時のスウェーデン軍軽騎兵連隊の制服（右）
- ロシア帝国アレクサンドリア第5軽騎兵連隊（ロシア語版）のバズビー帽
- スペイン・ルシタニア連隊の軍服を着るフェルディナント・フォン・バイエルン
- イギリス陸軍第17槍騎兵連隊（英語版）の帽章
- アメリカ空軍第400ミサイル中隊（英語版）の制服。1995年から2005年まで髑髏の徽章を入れた制服を使用。